# نينا غارسيا
نينوتشكا «نينا» غارسيا (بالإسبانية: Nina García)‏ (ولدت في 3 مايو 1965) صحفية أزياء وناقدة كولومبية شغلت منصب مدير الأزياء في مجلة إيلي ومجلة ماري كلير، اشتهرت بكونها حكم في برنامج تلفزيوني واقعي بروجيكت رانواي منذ انطلاقته في موسم العرض الأول.

## نشأتها
ولدت غارسيا في بارانكويلا، كولومبيا ، ابنة مستورد ثري. تخرجت من مدرسة دانا هول في ويليسلي، ماساتشوستس في عام 1983 وحاصلة على درجة البكالوريوس من جامعة بوسطن. في وقت لاحق التحقت بإسمود (المدرسة العليا في باريس) وحصلت على درجة البكالوريوس في تجارة الأزياء في عام 1992 من معهد الأزياء للتكنولوجيا.

## روابط خارجية
- موقع نينا غارسيا الرسمي
- نينا غارسيا على موقع IMDb (الإنجليزية)
- نينا غارسيا على موقع ألو سيني (الفرنسية)
- نينا غارسيا على موقع قاعدة بيانات الفيلم (الإنجليزية)
- نينا غارسيا على موقع كينوبويسك (الروسية)
- Nina Garcia Biography on the Lifetime Television Project Runway website
- Nina Garcia 2006 Interview on Sidewalks Entertainment